# Tell Me U Luv Me
Tell Me U Luv Me è un singolo dei rapper statunitensi Juice Wrld e Trippie Redd, pubblicato il 29 maggio 2020 come secondo estratto dal terzo album in studio di Juice Wrld Legends Never Die.

## Video musicale
Il video musicale, uscito in concomitanza con il singolo, è stato diretto da Cole Bennett.

## Tracce
Testi e musiche di Jarad Higgins, Michael White, Nick Mira e Tanner Katich.
1. Tell Me U Luv Me – 3:00

## Formazione
- Juice Wrld – voce
- Trippie Redd – voce
- Nick Mira – produzione
- OK Tanner – produzione
- Manny Marroquin – missaggio

## Successo commerciale
Nella Official Singles Chart britannica Tell Me U Luv Me ha debuttato alla 56ª posizione con 8 931 unità distribuite durante la sua prima settimana di disponibilità.

## Classifiche
| Classifica (2020) | Posizione massima |
| ----------------- | ----------------- |
| Canada            | 40                |
| Grecia            | 64                |
| Irlanda           | 36                |
| Lituania          | 47                |
| Portogallo        | 77                |
| Regno Unito       | 56                |
| Stati Uniti       | 38                |